# Auf Befehl der Pompadour
Auf Befehl der Pompadour è un film muto del 1924 diretto da Frederic Zelnik.

## Produzione
Il film fu prodotto dalla Phoebus-Film AG.

## Distribuzione
Distribuito dalla Phoebus-Film AG, uscì nelle sale cinematografiche tedesche presentato in prima a Berlino il 25 settembre 1924.